# Saint-Priest-Ligoure
Saint-Priest-Ligoure è un comune francese di 654 abitanti situato nel dipartimento dell'Alta Vienne nella regione della Nuova Aquitania.

## Società

### Evoluzione demografica
Abitanti censiti